# Scolytus morawitzi
Scolytus morawitzi là một loài côn trùng trong họ Curculionidae. Loài này được Semenow miêu tả khoa học đầu tiên.
Đây là loài gây hại của các cây trong chi Larix, phát triển phổ biến ở Mông Cổ.